# Umar Al-Ghamdi
Umar Abdullah Al-Ghamdi (ur. 11 kwietnia 1979 w Mekce) – saudyjski piłkarz występujący na pozycji pomocnika.